# Boeing 777X
El Boeing 777X es una nueva serie de la familia Boeing 777 que actualmente se encuentra en desarrollo. El 777X tendrá dos variantes; el 777-8X y el 777-9X. El 777X contará con nuevos motores, una nueva ala de material compuesto, y tecnologías del Boeing 787. Tendrá la intención de competir con el Airbus A350, aunque debido a su tamaño y la filosofía de su uso, ya es incluso considerado como el sucesor espiritual del Boeing 747.
Originalmente previsto para 2020, a 2025 acumula un retraso de años pero actualmente se espera que sea certificado e introducido a partir de 2026. El proceso de certificación se ha reiniciado en enero de 2025 desde una pausa en agosto de 2024, debido a una falla en el montaje de los motores de la aeronave.

## Órdenes
| Fecha de pedido         | País                   | Cliente                | Órdenes | Órdenes | Órdenes |                          |
| Fecha de pedido         | País                   | Cliente                | -8X     | -9X     | -8F     | Combinado                |
| ----------------------- | ---------------------- | ---------------------- | ------- | ------- | ------- | ------------------------ |
| 17 de noviembre de 2013 | Alemania               | Lufthansa              | 0       | 20      | 7       | 27                       |
| 17 de noviembre de 2013 | Emiratos Árabes Unidos | Etihad Airways         | 8       | 17      | 0       | 25 (encargos reducidos)  |
| 20 de diciembre de 2013 | Hong Kong              | Cathay Pacific         | 0       | 35      | 0       | 35                       |
| 14 de julio de 2014     | Emiratos Árabes Unidos | Emirates               | 35      | 55      | 0       | 90                       |
| 16 de julio de 2014     | Catar                  | Qatar Airways          | 0       | 90      | 34      | 124                      |
| 31 de julio de 2014     | Japón                  | All Nippon Airways     | 0       | 18      | 2       | 20                       |
| 9 de febrero de 2017    | Singapur               | Singapore Airlines     | 0       | 31      | 0       | 31                       |
| 28 de febrero de 2019   | Reino Unido            | British Airways        | 0       | 24      | 0       | 24 (con opción a 18 más) |
| 12 de octubre de 2022   | Luxemburgo             | Cargolux               | 0       | 0       | 10      | 10                       |
| 10 de noviembre de 2022 | Azerbaiyán             | Silk Way West Airlines | 0       | 0       | 2       | 2                        |
| 20 de junio de 2023     | India                  | Air India              | 0       | 10      | 0       | 10                       |
| 05 de marzo de 2024     | Etiopía                | Ethiopian Airlines     | 0       | 8       | 0       | 8                        |
| 22 de julio de 2024     | Corea del Sur          | Korean Air             | 0       | 20      | 0       | 20                       |
| 19 de diciembre de 2024 | Taiwán                 | China Airlines         | 0       | 10      | 0       | 10 (con opción a 5 más)  |
| Total                   | Total                  | Total                  | 43      | 338     | 55      | 436                      |

## Especificaciones
| Modelo                      | 777X-8                                          | 777X-9                                          |
| --------------------------- | ----------------------------------------------- | ----------------------------------------------- |
| Tripulación de cabina       | Dos pilotos                                     | Dos pilotos                                     |
| Capacidad de pasajeros      | 350-375                                         | 400-425                                         |
| Longitud                    | 229 ft 0 in (69.8 m)                            | 251 ft 9 in (76.7 m)                            |
| Envergadura desplegada      | 235 ft 5 in (71.8 m)                            | 235 ft 5 in (71.8 m)                            |
| Envergadura plegada         | 212 ft 9 in (64.8 m)                            | 212 ft 9 in (64.8 m)                            |
| Altura de cola              | 63 ft 11 in (19.5 m)                            | 64 ft 7 in (19.7 m)                             |
| Anchura de cabina           | 5.96m                                           | 5.96m                                           |
| Anchura de asientos         | 18 plg (45,7 cm) en clase turista a 10 por fila | 18 plg (45,7 cm) en clase turista a 10 por fila |
| Anchura de fuselaje         | 6.20m (igual que el Boeing 777)                 | 6.20m (igual que el Boeing 777)                 |
| Peso máximo de despegue     | 775,000 lb (351,534 kg)                         | 775,000 lb (351,534 kg)                         |
| Peso máximo de aterrizaje   |                                                 | 557,000 lb (252,651 kg)                         |
| Peso máximo sin combustible |                                                 | 527,000 lb (239,043 kg)                         |
| Peso operativo en vacío     |                                                 | 415,000 lb (188,241 kg)                         |
| Peso vacío del fabricante   |                                                 | 362,000 lb (164,200 kg)                         |
| Alcance máximo              | 8730 nmi (16 167,9 km)                          | 7285 nmi (13 491,8 km)                          |
| Motores (×2)                | General Electric GE9X                           | General Electric GE9X                           |
| Potencia (×2)               | 105,000 lbf (470 kN)                            | 105,000 lbf (470 kN)                            |

### Desarrollos relacionados
- Boeing 777

### Artículos similares
- Airbus A330neo
- Airbus A350 XWB